# Djaffar Shalchi
Djaffar Shalchi (født 22. april 1961 i Teheran, Iran) er en dansk-iransk ejendomsudvikler og filantropisk mangemillionær, der agiterer for, at de rige skal bidrage mere til samfundet ved at blive højere beskattet.
I 2016 stiftede Shalchi sammen med sin kone velgørenhedsorganisationen Human Act.

## Baggrund og karriere
Djaffar Shalchi er født den 22. april 1961 i Iran og kom i 1970 som otteårig sammen med fire søskende til Danmark. Forældrene blev skilt, og han røg med sine søskende på børnehjem, som han har gode minder fra.
Schalchi blev i 1988 uddannet som bygningsingeniør fra Danmarks Tekniske Universitet. Djaffar Shalchi var fra 1988 til 1999 ansat i Monberg & Thorsen, der i dag er kendt som MT Højgaard. Siden 1999 har han været selvstændig iværksætter og skabt sin formue igennem ejendomsudvikling og handel.

## Filantropi
I 2016 stiftede Djaffar Shalchi og hans kone Ané Maro velgørenhedsfonden Human Act, og de donerede ved stiftelsen 200 millioner kroner. Fondens pris Human Act Award på 100.000 dollar uddeltes første gang i 2020 og blev tildelt klimaaktivisten Greta Thunberg.

## Højere beskatning af rige
Shalchi har gjort sig bemærket som fortaler for yderligere beskatning af samfundets rigeste og har blandt andet allieret sig med den amerikanske økonom Jeffrey Sachs for at implementere inititativet Move Humanity. Initiativet går ud på at finansiere de af FN fastsatte 17 verdensmål ved at beskatte verdens rigeste med 1% af deres formue.
I 2020 under World Economic Forum i Davos var Djaffar Shalchi medunderskriver på et fællesbrev sammen med 120 andre millionærer, der advokerede for en international skattereform, der øger beskatningen af rige, og beskrev riges skatteunddragelse som et problem, der nu har taget "epidemisk omfang" og leder til "ekstrem destabiliserende ulighed".
I 2019 modtog Djaffar Shalchi Fællesskabsprisen af 3F Kastrup.